# Paul van Tongeren

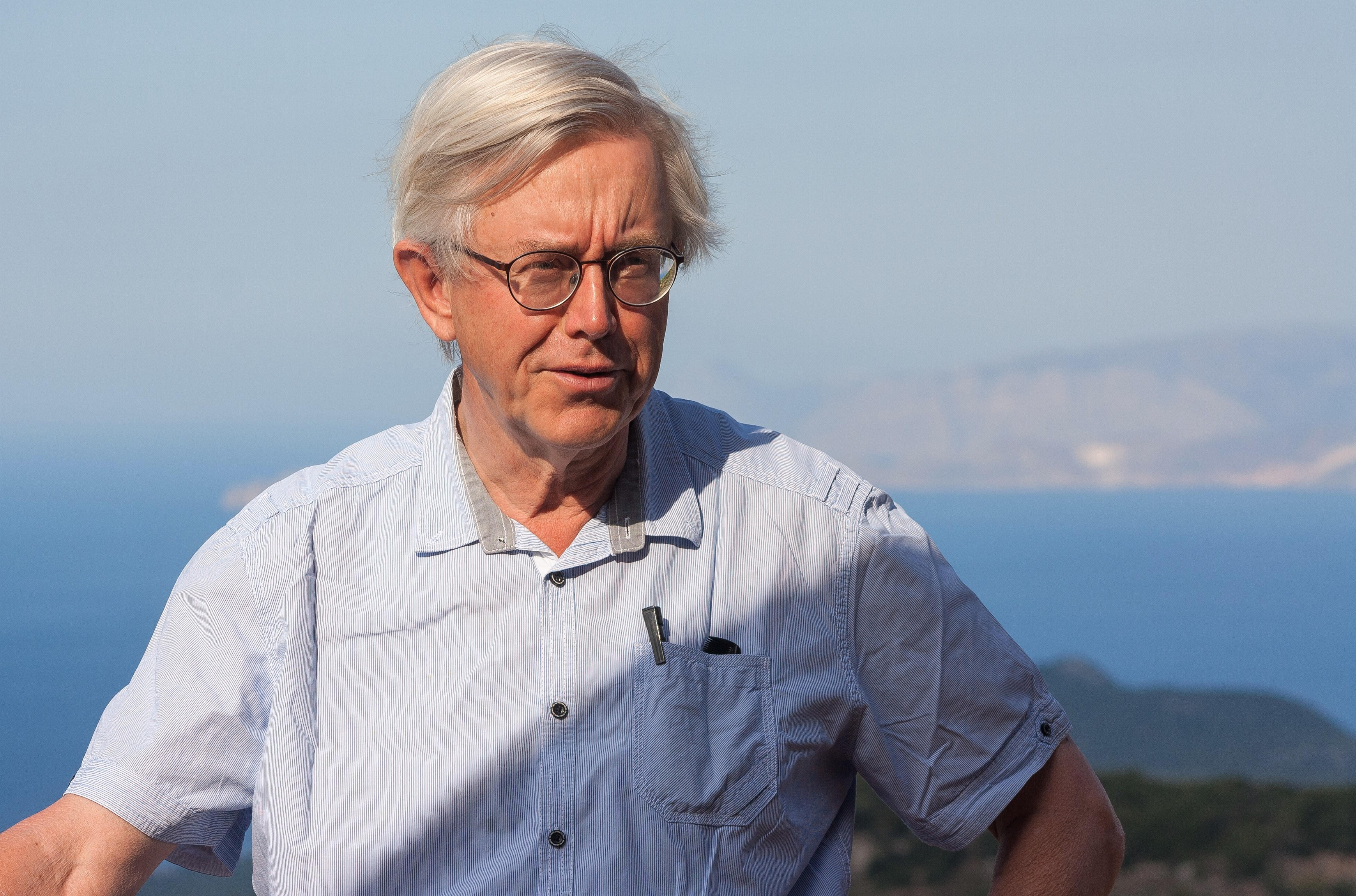
Paul van Tongeren, 2021

Paul van Tongeren (* 26. August 1950 in Deventer) ist ein niederländischer Philosoph, der als Spezialist für Ethik und Friedrich Nietzsche hervorgetreten ist. Er lehrt seit 1993 als ordentlicher Professor an der Radboud-Universität Nijmegen.

## Werdegang
Paul van Tongeren studierte Theologie und Philosophie an der Universität Utrecht und der Katholieke Universiteit Leuven. Dort schloss er mit einer Dissertation über die Kritik der Moral bei Friedrich Nietzsche ab. Seine Forschungen drehen sich um Fragen der Hermeneutik und die Geschichte der Moralphilosophie.

## Werke
- Public Forgiveness in Post-Conflict Contexts. Cambridge/Antwerp/Portland: Intersentia 2012 ISBN 978-1-78068-044-6 (mit Bas van Stokkom & Neelke Doorn)
- Deugdethiek en integriteit. Achtergronden en aanbevelingen. (Van Gorcum) 2010
- Deugdelijk leven. Een inleiding in de deugdethiek. [Living Virtuously. An Introduction to Virtue Ethics] Amsterdam: SUN 2003, ISBN 90-5875-112-0. (4. Auflage 2008)
- Over het verstrijken van de tijd. een kleine ethiek van de tijdservaring. [On the Passing of Time] Thijmessay. Nijmegen: Valkhof Pers 2002 (ISBN 90-5625-135-X) (4. Auflage 2007)

## Auszeichnungen
- 2002 Ritter des Ordens vom Niederländischen Löwen